# Панов, Павел (футболист)
Павел Панов (16 сентября 1950, София — 18 февраля 2018, там же) — болгарский футболист, нападающий, футбольный тренер. Выступал за сборную Болгарии, участник чемпионата мира 1974 года. Лучший футболист Болгарии 1977 года. Заслуженный мастер спорта Болгарии (1975).

## Карьера

### Клубная карьера
Воспитанник софийского клуба «Септември». В 1968 году дебютировал в высшем дивизионе Болгарии в составе софийского «Спартака», в первом сезоне забил 5 голов в 8 матчах.
С 1969 года в течение 12-ти сезонов выступал за «Левски», сыграл в чемпионате страны 299 матчей и забил 131 гол. Неоднократно становился чемпионом и обладателем Кубка Болгарии. В 1977 году стал лучшим бомбардиром чемпионата с 20 голами, в том же году был признан лучшим футболистом Болгарии. В 1975 и 1976 годах входил в топ-3 в голосовании за лучшего игрока года. В еврокубках сыграл 36 матчей и забил 22 гола, в том числе в Кубке чемпионов — 9 матчей и 3 гола, в Кубке кубков — 13 матчей и 9 голов, в Кубке УЕФА — 14 матчей и 10 голов.
В конце карьеры выступал за болгарский «Хасково» в одном из низших дивизионов и за «Арис» в чемпионате Греции.
Выделялся отличной техникой, дриблингом, игрой головой, завершающим ударом, прекрасно исполнял стандартные положения.

### Карьера в сборной
Провёл около 60 матчей за сборные Болгарии младших возрастов. Чемпион Европы среди юниоров (1969).
В 1971—1979 годах выступал за национальную сборную Болгарии, сыграл 44 матча и забил 13 голов. В семи матчах был капитаном команды. Участвовал в финальном турнире чемпионата мира 1974 года, где сыграл три матча.

### Тренерская карьера
После завершения игровой карьеры вошёл в тренерский штаб «Левски». В 1986—1987 и 1989—1990 годах работал главным тренером клуба. В 1991—1992 годах работал в Нигерии с клубом «Ивуаньяву Нэшнл». Также возглавлял софийские клубы «Септември» и «Локомотив», «Ботев» (Пловдив) и «Родопа» (Смолян).
В 1991—1992 годах возглавлял молодёжную сборную Болгарии. В начале XXI века работал в Болгарском футбольном союзе, курировал молодёжные и юношеские сборные.
Скончался 18 февраля 2018 года в Софии в возрасте 67 лет.

## Достижения
- Чемпион Болгарии: 1969/1970; 1973/1974; 1976/1977; 1978/1979
- Обладатель Кубка Болгарии: 1969/1970; 1970/1971; 1975/1976; 1976/1977; 1978/1979
- Лучший бомбардир чемпионата Болгарии: 1976/77 (20 голов)
- Лучший футболист Болгарии: 1977
- Чемпион Европы среди юниоров: 1969